# Georges Cany
Alexandre Joseph Georges Cany, né le 28 juillet 1875 à Toulouse en Haute-Garonne et décédé à La Bourboule dans le Puy-de-Dôme le 11 juillet 1953 est un docteur en médecine, érudit local et acteur régional et national du tourisme. Il promeut la promotion des stations climatiques, hydrominérales et balnéaires à son poste de rédacteur en chef de La Gazette des eaux de 1909 à 1920.

## Biographie

### Jeunesse toulousaine
Georges Cany naît dans une famille installée depuis plusieurs générations à Toulouse. Son père y possède une droguerie importante et fonde notamment le café Cristal. Son arrière-grand-oncle avait fondé et dirigé les Bains Cany, à vocation médicale. Il passe toute sa jeunesse dans la ville rose. Il est l’élève de l’historien d’art et académicien Émile Mâle qui lui donne le goût de l’ancien.
Il étudie la médecine jusqu’à obtenir le titre de docteur, après avoir consacré sa thèse aux remèdes d’autrefois. Il y analyse et dénonce des remèdes utilisés par les habitants sans consulter les médecins,.
Il se spécialise dans les affections touchant les enfants, effectuant durant trois années un stage en Allemagne et en Autriche à l’hôpital de la Charité de Berlin et l’hôpital pour enfants Santa-Anna de Graz.
Georges Cany effectue son service militaire durant un an (bénéficiant d’une dispense du fait de ses études en médecine) parmi les chasseurs alpins, expérience qu’il partage lors d’une conférence de la Ligue de l’enseignement et de la Fédérations des petites A.

### Installation à La Bourboule
Le docteur Georges Cany s’installe à La Bourboule où il devient l’assistant et le successeur du Dr Percepied dont il épouse la fille le 21 septembre 1903. 
Il se fixe dans la région qu’il découvre en érudit local, tout en exerçant ses fonctions de médecin thermaliste. Outre son engagement pour le thermalisme touristique, il publie des travaux concernant le thermalisme médical, et la santé infantile, promouvant l'allaitement maternel,.
« Artiste, érudit, archéologue et régionaliste passionné », il s’intéresse au patrimoine de Souillac où il possède une résidence secondaire. Il est membre correspondant de la Société des études littéraires, scientifiques et artistiques du Lot. 
Il est mobilisé du 20 août 1914 au 13 avril 1919 et accède au grade de médecin major de 2e classe. 

## Érudit et archéologue
Georges Cany réalise de nombreuses études en différents lieux d’Auvergne et du Massif central. Il étudie à La Bourboule les différents types d’habitats de la préhistoire et de l’Antiquité. 
Son intérêt pour l’archéologie lui fait intégrer l’Académie d’Auvergne, la Société française d’archéologie, la Société archéologique du Midi de la France, écrivant des articles dans diverses publications dont la Revue d’Auvergne et le Bulletin monumental. 

## Promoteur du tourisme
Son investissement dans la découverte et la promotion des atouts médicaux et touristiques de la région, des sites historiques et naturels, le conduit à participer à la naissance du mouvement touristique au début du XXe siècle. Il adhère ou participe à la création de différents organismes de promotion touristique.
Il est membre fondateur de la Fédération des syndicats d’initiative du Massif central et d’Auvergne qu’il préside durant 25 ans,. Il exerce les fonctions de secrétaire générale du syndicat d’initiative de La Bourboule et de la Fédération thermale d’Auvergne qu’il participe à créer.
Au niveau national, il adhère également au Touring Club de France dont il devient le délégué pour La Bourboule et délégué régional durant cinquante ans de la même association. Il est membre de la société d’hydrologie médicale de Paris.
Son investissement lui permet d’intégrer à plusieurs fonctions officielles. Il est admis à la commission départementale des sites du Puy-de-Dôme. Au niveau national, il intègre le conseil supérieur du tourisme en 1920 et, la même année, le conseil d’administration de l’office national de tourisme.
Il écrit un guide touristique sur La Bourboule et la région qui connaît quatre éditions,.
Il publie des articles, donne des conférences ou participe à des émissions radiodiffusées dans différents médias, sur la thématique de la Bourboule et de sa région comme du thermalisme en France,,,. En 1928, il réalise une tournée de conférence en Afrique du Nord pour promouvoir la destination touristique Auvergne. Il aborde dans la presse et devant le conseil supérieur du tourisme le tourisme dans son versant économique, en estimant les revenus du tourisme thermale ou incitant au développement et la sauvegarde du tourisme,,. Il se préoccupe également des questions particulières de l'hôtellerie,. Il est l'un des principaux collaborateurs de la revue L'État moderne.
Il dénonce la publication de Liberté, œuvre en vers de l’écrivain auvergnat Henri Pourrat. Il lui reproche d’« outrager les bonnes mœurs, les convenances et le tourisme ». Le poète fait publier des réponses dans divers organes de presse régionaux comme La Montagne, promettant « de le faire exciter ». La polémique se diffuse dans différents journaux tels que L’Auvergnat à Paris,,.
Il est considéré comme un « spécialiste des questions d'organisation touristique », s'intéressant ainsi aux rapports entre les collectivités territoriales, les syndicats d'initiatives et les chambres d'industrie touristique.
Il est un spécialiste des questions économiques et réalise de nombreuses études sur l'impact économique du tourisme comme sur les besoins de développement,,,. Il est ainsi à l'origine de la création d'une nouvelle route dans le lot, financées par les conseils départementaux et des initiatives privées.

### Création de la taxe de séjour
Georges Cany est l’un des promoteurs déterminant de la création d’une taxe de séjour en France. Il promeut son instauration durant une vingtaine d'années avant d'obtenir gain de cause en 1910. Il s'est inspiré des expériences de la Kur-Taxe allemande, taxe sur les cures.
Il poursuit son investissement sur cette question, organisant ainsi un voyage en 1911 à l’étranger pour étudier le fonctionnement de la "cure-taxe. Il publie en 1919 un ouvrage consacré à ce thème. Il demeure ensuite un défenseur de cette « institution » face aux mobilisations contre la taxe de séjour. 

### Le crédit thermal
Il promeut également l'instauration d'un crédit thermal, notamment dans un rapport présenté au conseil national du tourisme en 1932. Comme pour la taxe de séjour, il souhaite voir les stations de tourisme dotés de moyens nécessaires à leur développement tant en équipements qu'en publicité,. 

## Vie privée
Georges Cany était marié, père de 6 enfants, et grand-père de 15 enfants.
À sa retraite, il cède son cabinet médical à l’un de ses fils.
Il est le beau-père de Roger Cazala, pharmacien, résistant et juste parmi les Nations.

## Fonctions touristiques exercées[5]
- Secrétaire général du syndicat d’initiative de La Bourboule (1904-1914)
- Membre fondateur et secrétaire général (1909-1920) de la Fédération thermale d’Auvergne
- Rédacteur en chef de la Gazette des Eaux (1909-1920)
- Membre de la chambre d’industrie thermale de La Bourboule et secrétaire pendant 3 ans (1913-1921)
- Fondateur et secrétaire général de la Fédération régionale des syndicats d’initiative de l’Auvergne et du Massif central (1917-1942)
- Président du Photo-Club d’Auvergne (1920-)
- Membre du conseil supérieur du Tourisme (1920-)
- Membre du conseil d’administration de l’office national du tourisme (1920-)
- Membre de la société d’hydrologie médicale de Paris (1910-)
- Membre de la commission permanente des stations hydrominérales, climatiques et uvales (1935-1941)[40],[41]
- Président de la commission départementale des sites du Puy-de-Dôme (1931)[42]

## Décoration et distinctions
- 1909 : Médaille de bronze des Eaux minérales de l’Académie de Médecine pour son travail sur « l'inhalation des eaux minérales. Les sources arsenicales d'Europe dans la classification hydro-minérale »[43]
- 1910 : médaille vermeil du Touring-club de France[44]
- 1914 : Médaille d’argent des Eaux minérales de l’Académie de Médecine
- 1923 : chevalier de la légion d’honneur pour son action en faveur du tourisme[2],[45],[46].
- 1926 : plaquette d'argent du Touring-club de France[47]

## Publications

### Tourisme

#### Organisation touristique
- Georges Cany, Le bilan économique du thermalisme, du climatisme et du tourisme français, rapport réalisé pour le Conseil supérieur du tourisme, congrès des 20 et 21/12/2019

- Georges Cany, La Taxe de séjour. Les dix premières années de son fonctionnement, ses résultats et son succès. Fonctionnement de la chambre d’industrie thermale, climatique ou touristique, Clermont-Ferrand, imp. Joachim, 1920.
- Le bilan économique du thermalisme, du climatisme et du tourisme français, rapport présenté au conseil supérieur du tourisme[48],[49]

#### Promotion et patrimoine
- Georges Cany, Jean Cany, Louis Glangeaud et Luc Olivier, La Bourboule et l'Auvergne : guide Cany, Nohanent, Éd. Revoir, [2006], 318 p. (ISBN 2-35265-003-8 et 978-2-35265-003-4, OCLC 469967729, lire en ligne)
- Georges Cany, Michel Labrousse, Souillac : les fouilles de la Tour-Porche carolingienne : une nécropole, un gisement fossile, Grenoble, Allier, 1952, 16 pages, Extrait du "Bulletin monumental", T. 109, 1951.
- Georges Cany, Caniac (Lot) et sa crypte romane, Cahors, impression A. Coueslant, 1948, 16 pages.
- Georges Cany, Les trois offrandes de Raoul de Scorailles, Clermont-Ferrand, impression J. de Boussac, 1944, 11 pages, Extrait du Bulletin historique et scientifique de l’Auvergne. tome 63, no 520, 3e trimestre 1943.
- Georges Cany, Paul Olivier, L’album de souvenirs pittoresques du Mont d’Ore [sic] et de ses environs par M. Lacour, conservé à la Bibliothèque municipale de Bordeaux, Clermont-Ferrand, impression J. de Bussac, 1941, 15 pages, extrait de la Revue d’Auvergne, tome LV, 1941.
- Georges Cany, Armand Boutillier du Retail, Recueil. Dossiers biographiques Boutillier du Retail. Documentation sur Auguste Rouzaud, Paris, Les Stations françaises, Clermont-Ferrand : La Région du Centre, 1935-1936.
- Albert Sauzède, Marcel Viollette, René Deguiral, Georges Cany (préface), Hélène Dufresne (préface), Le Massif Central en 10 jours : Sur les grands chemins d’Auvergne, En Velay, Points de vue, Puy-de-Dôme et Bourbonnais, Clermont-Ferrand, impr. J. de Bussac, 1933, 30 pages.
- Georges Cany, J.-B.-Albert Eusébio, Philippe Glangeaud, La Bourboule, Clermont-Ferrand, P. Vallier, 1930, 3e édition, 336 pages.
- Georges Cany, J.-B.-Albert Eusébio, Philippe Glangeaud, Le Baigneur et le touriste à la Bourboule [Texte imprimé] : guide illustré de cartes en noir et en couleurs, de plans et coupes et de vues photographiques, Clermont-Ferrand, édition G. Delaunay, 1922, 369 pages.
- Georges Cany, Chapiteaux de l’église de Saint-Nectaire. Iconographie, photographie, Toulouse, : impr. de Passeman et Alquier, 1910, 5 pages, extrait du Bulletin du Photo-Club toulousain, no 69, décembre 1909.
- Georges Cany, E. Percepied..., E. Perpère, Philippe Glangeaud, Bruyant, A. Lacroix (préface), Séjour et promenades au Mont-Dore et à La Bourboule : guide des baigneurs, touristes, naturalistes, archéologues, Toulouse, E. Privat, 1916, 404 pages.
- Georges Cany, Hippocrate au chevet de Notre-Dame. Étude d'une inscription latine grave sur un mur du chevet de la Basilique de Notre-Dame du Puy, G. Delaunay, Clermont-Ferrand, 16 p.[50]
- Georges Cany, Vierges romanes, Le Point, 1943[2].
- Georges Cany, La Princesse et la paix, Jean de Bussac, Clermont-Ferrand, 20 pages[51].
- Georges Cany, La Bourboule, émission de TSF, radio Tour Eiffel, 3 avril 1926
- Geoges Cany, La publicité par la table, Comœdia 29 novembre 1924[52]

### Médecine
- Georges Cany, La médecine populaire : l’empirisme à Toulouse et dans les environs, Toulouse, 1899, thèse no 315, 1898-1899.
- Georges Cany, Un cas grave d’opothérapie thyroïdienne. Communication faite au VIe congrès français de médecine, Toulouse, E. Privat, 1902, 8 pages.
- Georges Cany, La petite insuffisance hépatique n'est pas une contre-indication à la cure arsenicale de la Bourboule, communication au congrès de la société d'hydrologie et de climatologie de Bordeaux et du sud-ouest, mai 1928[53]